# Slag bij Cabala
De Slag bij Cabala was een veldslag op Sicilië tussen Carthago en Syracuse. De slag was onderdeel van de Siciliaanse Oorlogen, de overwinning ging naar Syracuse. Het is onzeker in welk jaar deze slag plaatsvond maar deze zou hebben plaatsgevonden tussen 378 v.Chr. en 375 v.Chr. De exacte locatie van Cabala is ook onbekend.
Dionysius, de tiran van Syracuse, zocht een reden om de Carthagers opnieuw aan te vallen, nadat ze een vredesverdrag hadden gesloten na de slag bij Chrysas. Hij vond deze toen de steden die onderworpen waren door de Carthagers op het punt stonden om te rebelleren. Hij smeedde een alliantie met hen, en behandelde hen goed. De Carthagers zonden gezanten naar Dionysius om te vragen of ze de verloren steden terug konden krijgen, maar toen ze werden genegeerd, kon de oorlog opnieuw beginnen.
De Carthagers vielen Sicilië opnieuw binnen en raakten slaags met het Syracusaanse leger bij Cabala. Dionysius leidde het Syracusaanse leger en Mago leidde de Carthagers. Volgens Diodorus Sicullus werd Mago gedood, sneuvelden er 10.000 soldaten en werden er nog eens 5.000 gevangengenomen.
De Carthagers stuurden onmiddellijk gezanten om vredesonderhandelingen te starten, maar Dionysius verklaarde dat hij slechts vrede wenste te sluiten indien ze alle steden op Sicilië zouden verlaten en de oorlogskosten zouden betalen.